# ヴァイキング・スター
ヴァイキング・スター（Viking Star）は、ヴァイキング・オーシャン・クルーズ（en:Viking Cruises）が運航しているクルーズ客船。船籍はノルウェーで、ベルゲンを船籍港にしている。

## 概要
リバー・クルーズ大手のヴァイキング・リバー・クルーズは2013年に外洋クルーズ部門のヴァイキング・オーシャン・クルーズを設立し、最初の運航船としてヴァイキング・スター級を新造、
本船はその1番船として2015年3月28日イタリアのフィンカンティエリ社マルゲラ工場で竣工した。船価は2億5千万ユーロ。
客室数は465室で、全てがバルコニー付きである。4月11日よりイスタンブール発のデビュー・クルーズを行い、5月17日にノルウェーの憲法記念日に合わせてベルゲンで命名式を行った。本船を含む同型船が2019年5月現在5隻運用されており、5番船のヴァイキング・オリオンが2019年4月から5月にかけて鹿児島港及び長崎港、広島港、天保山客船ターミナル、清水港を経て東京の晴海ふ頭に初入港した。

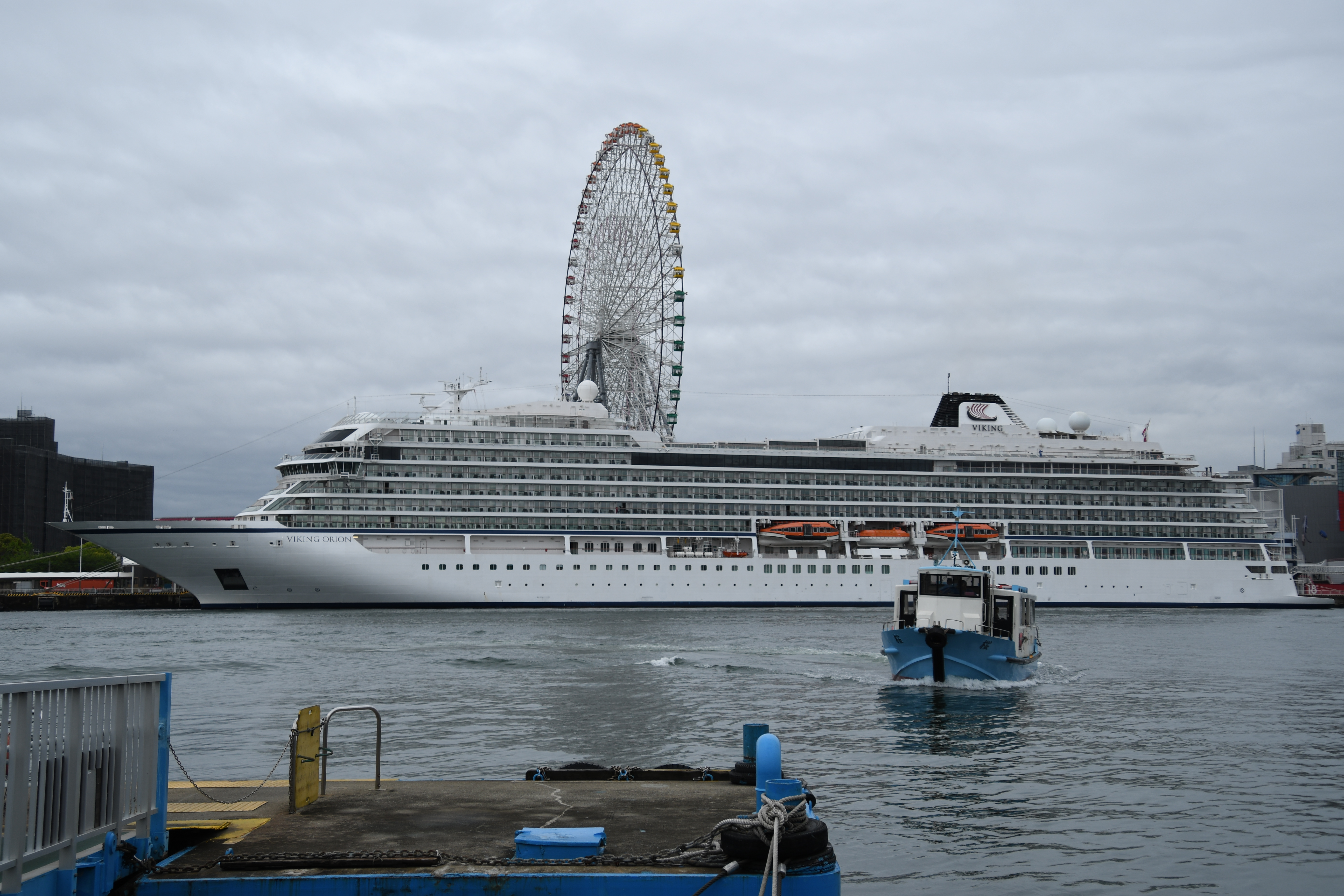
ヴァイキング・オライオン(2019年)

## 同型船
2027年までに16隻が建造される予定（計画の細部については英語版を参照）
- 2番船　「ヴァイキング・シー（Viking Sea）」- 2016年就航
- 3番船　「ヴァイキング・スカイ（Viking Sky）」- 2017年就航
- 4番船　「ヴァイキング・サン（Viking Sun）」- 2017年就航
- 5番船　「ヴァイキング・オリオン（Viking Orion）」- 2018年就航[9]
- 6番船　「ヴァイキング・スピリット（Viking Spirit）」- 2019年就航[10]
- 7番船　「ヴァイキング・ジュピター (Viking Jupiter)」 - 2020年就航予定[11]
- 8番船　「ヴァイキング・ヴィーナス（Viking Venus）」 - 2021年就航予定